# Хорив
Хори́в (др.-рус. и церк.-слав. Хоривъ) — в восточнославянской мифологии генеалогический герой, наряду со своими братьями Кием, Щеком и сестрой Лыбедью, один из легендарных родоначальников племени днепровских полян, наряду со своими братьями, персонаж легенды об основании Киева, один из его легендарных основателей. Каждый из братьев основал поселение на одной из трёх днепровских «гор» (холмов).

## Этимология
Ряд учёных считает легенду об основании Киева этимологическим мифом, призванным объяснить названия киевских местностей. Имена этих персонажей производны от киевских топонимов, а не наоборот. В частности, Хорив является персонажем, призванным объяснить название одной из киевских гор — Хоривица. Данные персонажи рассматриваются как генеалогические герои, герои мифологического эпоса, связанные с началом мифологизированной исторической традиции.
Согласно лингвисту А. И. Соболевскому, название Хоривица (Хоревица, Хорива) происходит из иранских языков. Тождественно др.-перс. Наrаivа- — название горной местности. По мнению лингвиста Макса Фасмера в таком случае собственное имя Хоривъ было вторично отвлечено от местного названия, подобно тому как название Хоривица производили от библейского Хорив (др.-рус. и церк.-слав. Хоривъ, от греч. Χωρήβ) — гора Синай, гора закона в Синае.

## Источники

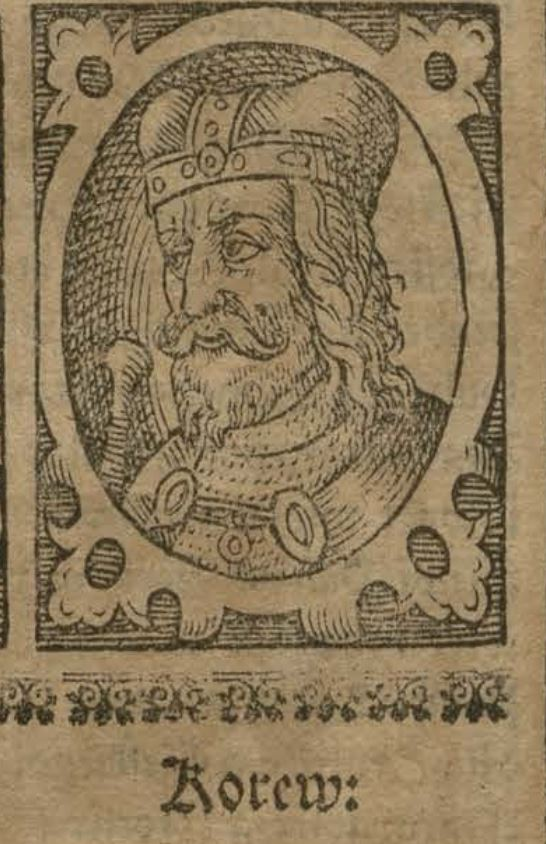
Портрет Хорива из книги Б. Папроцкого 1599 г.

## Гора Хорива
Топографическое расположение летописных гор в Киеве не соответствует летописному рассказу. Согласно одному из толкований летописного рассказа об основании Киева горой Хорива была так называемая «Лысая гора» над Подолом. Некоторые исследователи считали, что именно Замковая гора была местом начального пребывания Кия и лишь впоследствии был построен «град» на соседней Старокиевской горе.